# Угринів (пункт контролю)
Угринів — пункт пропуску через державний кордон України на кордоні з Польщею.
Розташований у Львівській області, Шептицькому районі, у селі Угринів. З польського боку розташований пункт пропуску «Долгобичув».
Вид пункту пропуску — автомобільний. Статус пункту пропуску — міжнародний.
Характер перевезень — пасажирський та вантажний для автомобілів з повною масою до 3,5 тон, за винятком вантажів, які підлягають ветеринарному, фітосанітарному контролю, та небезпечних вантажів.
Код митного поста: 209180000; від 2015 - UA209090.
Від 1 липня 2015 року в рамках експерименту тут діяв пішохідний пункт перетину кордону. Дію експерименту кілька разів продовжували на чергові піврічні терміни, але 31 грудня 2018 року пішохідний пункт закрили через відсутність необхідної інфраструктури.
Від березня 2020 року по 22 червня 2021 року пункт не діяв внаслідок пандемії коронавірусу.